# Copa Mundial de Rugby de 2031
La Copa Mundial de Rugby de 2031 será la duodécima edición de la Copa del Mundo de Rugby, torneo internacional de rugby que se celebra cada cuatro años.
El torneo se realizará en Estados Unidos, la sede fue asignada el 12 de mayo de 2022. Junto con la realización del torneo masculino, Estados Unidos también organizará el Mundial Femenino de 2033.
Será la primera ocasión en la que el torneo se dispute en el continente americano.

## Candidatos

### Estados Unidos
En abril de 2022 se confirmó que Estados Unidos estaba interesado en albergar el mundial para la edición 2031, dicho interés fue formalizado por el presidente Joe Biden mediante una carta al presidente de World Rugby Bill Beaumont en donde se expresaba que el país estaba interesado en realizar la edición 2031 sumado al mundial femenino de 2033.

### InglaterraInglaterra
En septiembre de 2021, el presidente de la RFU, Tom Ilube, comentó que Inglaterra postularía para ser sede del mundial de 2031.

## Sede
Un total de 24 ciudades han expresado el interés de albergar partidos de la Copa, estas son: Atlanta, Austin, Baltimore, Birmingham, Boston, Charlotte, Chicago, Dallas, Denver, Houston, Kansas City, Los Ángeles, Miami, Minneapolis, Nashville, Nueva York, Orlando, Philadelphia, Pittsburgh, Phoenix, San Diego, San Francisco, Seattle y Washington D. C..

## Clasificación

#### Equipos clasificados
| África | América                      | Asia | Europa | Oceanía |
| ------ | ---------------------------- | ---- | ------ | ------- |
|        | - Estados Unidos (anfitrión) |      |        |         |